# Primera B 1951
Het seizoen 1951 van de Primera B was het tiende seizoen van deze Uruguayaanse voetbalcompetitie op het tweede niveau.

## Teams
Er namen acht ploegen deel aan de Primera B in dit seizoen. CA Bella Vista was vorig seizoen vanuit de Primera División gedegradeerd, zes ploegen handhaafden zich op dit niveau en Uruguay Montevideo FC promoveerde vanuit de Divisional Intermedia.
Zij kwamen in plaats van het gepromoveerde CA Defensor. Club Canillitas del Uruguay degradeerde vorig seizoen naar het derde niveau.
| Club                      | Stad       | Stadion                           | Vorig seizoen |
| ------------------------- | ---------- | --------------------------------- | ------------- |
| CA Artigas                | Montevideo | Parque Sixto Causeglia            | 8e            |
| CA Bella Vista            | Montevideo | Parque José Nasazzi               | 10e (1ª)      |
| CA Fénix                  | Montevideo | Estadio Parque Capurro            | 4e            |
| CS Miramar                | Montevideo | Parque Campomar                   | 6e            |
| CA Progreso               | Montevideo | Parque Miguel Campomar            | 5e            |
| Racing Club de Montevideo | Montevideo | Estadio Parque Osvaldo Roberto    | 3e            |
| IA Sud América            | Montevideo | Estadio Parque Carlos Ángel Fossa | 2e            |
| Uruguay Montevideo FC     | Montevideo | Parque Troppiano                  | 1e (Int.)     |

## Competitie-opzet
Alle ploegen speelden tweemaal tegen elkaar. De kampioen promoveerde naar de Primera División. De ploeg die over de laatste twee seizoenen de slechtste resultaten had behaald degradeerde naar de Divisional Intermedia.
De beste competitiestart was er voor CA Fénix en CA Progreso, die allebei hun eerste twee duels wonnen. Tijdens de derde speelronde behield Fénix de maximale score door Progreso in een onderlinge wedstrijd te verslaan. Ook de drie daaropvolgende wedstrijden won Fénix. Tijdens de zevende speelronde troffen ze de eerste achtervolger IA Sud América, dat tot dan toe ook nog ongeslagen was (vier zeges, twee remises). De wedstrijd eindigde in een 1–1 gelijkspel, waardoor Fénix de marge van twee punten hield. Progreso stond derde, met vijf punten minder dan Fénix en degradant CA Bella Vista stond vierde met een punt minder dan Progreso. Promovendus Uruguay Montevideo FC had nog geen enkele keer gewonnen en stond met twee puntjes onderaan het klassement.
De eerste drie wedstrijden van de terugronde resulteerden voor Fénix als Sud América in drie overwinningen. Hierdoor was de titelstrijd met nog vier wedstrijden te gaan gereduceerd tot een tweestrijd. Een week later leed Fénix tegen Bella Vista de eerste nederlaag van het seizoen. Omdat Sud América wel won, kwamen ze op gelijke hoogte. Een wedstrijd later behaalde Uruguay Montevideo juist hun eerste overwinning van het seizoen, ook tegen Bella Vista. Ze moesten echter minimaal drie punten halen uit de laatste twee duels om nog kans te maken op handhaving.
Fénix en Sud América wonnen allebei hun twaalfde duel en speelden in de dertiende wedstrijd gelijk tegen de laagvliegers: Fénix deelde de punten met Uruguay Montevideo en Sud América speelde gelijk tegen Artigas. Dit had als gevolg dat Uruguay Montevideo degradatie niet meer kon ontlopen. In de strijd om promotie gingen Fénix en Sud América als gedeelde koplopers de laatste speelronde in, waar ze tegen elkaar zouden spelen. Die wedstrijd eindigde in een 2–0 overwinning voor Sud América. De Naranjitas promoveerde hierdoor voor het eerst in zes jaar weer naar het hoogste niveau. Fénix mocht als nummer twee volgend seizoen wel meedoen aan het Torneo Competencia.

### Eindstand
|    | Club                      | Sp. | W  | G | V | Pnt. | DV | DT | DS  |
| -- | ------------------------- | --- | -- | - | - | ---- | -- | -- | --- |
| 1. | IA Sud América            | 14  | 10 | 4 | 0 | 24   | 30 | 8  | +22 |
| 2. | CA Fénix                  | 14  | 10 | 2 | 2 | 22   | 30 | 15 | +15 |
| 3. | CA Bella Vista            | 14  | 6  | 2 | 6 | 14   | 24 | 21 | +3  |
| 4. | CA Progreso               | 14  | 6  | 2 | 6 | 14   | 27 | 28 | –1  |
| 5. | CS Miramar                | 14  | 6  | 2 | 6 | 14   | 20 | 26 | –6  |
| 6. | Racing Club de Montevideo | 14  | 3  | 4 | 7 | 10   | 14 | 23 | –9  |
| 7. | CA Artigas                | 14  | 2  | 4 | 8 | 8    | 16 | 26 | –10 |
| 8. | Uruguay Montevideo FC     | 14  | 1  | 4 | 9 | 6    | 11 | 25 | –14 |

### Legenda
| Kleur | Kwalificatie voor                                             |
| ----- | ------------------------------------------------------------- |
|       | Promotie naar Primera División 1952 + Torneo Competencia 1952 |
|       | Torneo Competencia 1952                                       |

| Winnaar Primera B 1951  |
| ----------------------- |
| IA Sud América 1e titel |

### Degradatie
Een ploeg degradeerde naar de Divisional Intermedia; dit was de ploeg die over de laatste twee jaar het minste punten had verzameld in de competitie (28 wedstrijden). Aangezien CA Bella Vista (gedegradeerd uit het hoogste niveau) en Uruguay Montevideo FC (gepromoveerd vanuit het derde niveau) vorig seizoen nog niet in de Primera B speelden, telden hun behaalde punten in dit seizoen dubbel.
|    | Club                      | Sp. | 1950 | 1951 | Tot. |
| -- | ------------------------- | --- | ---- | ---- | ---- |
| 1. | IA Sud América            | 28  | 16   | 24   | 40   |
| 2. | CA Fénix                  | 28  | 13   | 22   | 35   |
| 3. | CA Progreso               | 28  | 16   | 14   | 30   |
| 4. | CA Bella Vista            | 14  | –    | 14   | 28   |
| 5. | CS Miramar                | 28  | 12   | 14   | 26   |
| 6. | Racing Club de Montevideo | 28  | 14   | 10   | 24   |
| 7. | CA Artigas                | 28  | 8    | 8    | 16   |
| 8. | Uruguay Montevideo FC     | 14  | –    | 6    | 12   |

### Legenda
| Kleur | Degradatie naar            |
| ----- | -------------------------- |
|       | Divisional Intermedia 1952 |

## Topscorers
Raúl Laña van kampioen IA Sud América werd met vijftien doelpunten topscorer van de competitie.
| №  | Speler    | Club           | Goals |
| -- | --------- | -------------- | ----- |
| 1. | Raúl Laña | IA Sud América | 15    |